# Rückersdorf (Uhlstädt-Kirchhasel)
Rückersdorf ist ein Ortsteil von Uhlstädt-Kirchhasel im Landkreis Saalfeld-Rudolstadt im Freistaat Thüringen. Er liegt südöstlich von Uhlstädt, eingebettet in ein Bergtal der Hinteren Heide am rechten Ufer der Saale.

## Geographie und Geschichte
Das Tal, in dem der Ort, liegt wird im Osten vom Schafsberg und im Westen vom Krossener Berg begrenzt. Es stellt ein Längstal des Saaletals dar, welches sich im Norden anschließt. Im Süden, nahe dem Waldbad, teilt sich das Rückersdorfer-Tal in die zwei Seitentäler Entenstall und Talschlinge.
Das umgangssprachlich als „Unterdorf“ bezeichnete nördliche Ende des Dorfes liegt nahe der Saale am Rande des Saaletals. Eine sich den Berg hochwindende Straße, die durch das Rückersdorfer Tal führt, verbindet es mit dem „Oberdorf“.
1457 wurde Rückersdorf das erste Mal urkundlich erwähnt. Man nimmt an, dass sich der Dorfname von einem Siedler namens Rüdiger ableitet. Der Ort liegt in einem germanisch-slawisch-frühdeutschen Besiedlungsgebiet, daher wird die Flur unter dem Namen „Zedlitz“ bezeichnet.
1719 wurde eine Gemeindeordnung für Rückersdorf beschlossen. 1870/71 werden 17 Männer aus Uhlstädt, Oberkrossen und Rückersdorf zum Kriegsdienst eingezogen, zwei von ihnen werden darauf verwundet. 1885 erreichte Rückersdorf eine Einwohnerzahl von 124.
1922 wurde die Gemeinde mit den Orten Oberkrossen und Kleinkrossen nach Uhlstädt eingemeindet.
1984 wurde der Flößerverein Uhlstädt, Oberkrossen und Rückersdorf gegründet. Seine Wurzeln gehen auf den ursprünglichen „Verein der Lohnflößer“ von 1874 zurück, dessen Zweck darin bestand, alle dem Verein angehörigen Mitglieder, welche verunglückten, krank oder arbeitsunfähig wurden, zu unterstützen. An Hinterbliebene der Mitglieder wurde außerdem ein Begräbnisgeld gezahlt. Zum Verein zählten 11 Flößer aus Rückersdorf, 11 aus Uhlstädt, 9 aus Oberkrossen, 5 aus Kleinekrossen und 3 aus Zeutsch.
Durch den freiwilligen Zusammenschluss mehrerer Gemeinden ging am 1. Juli 2002 aus der Gemeinde Uhlstädt die Gemeinde Uhlstädt-Kirchhasel hervor, welcher Rückersdorf nun angehört.
| Zeitraum  | Angehörigkeit Rückersdorfs                 | Kfz.- Kennzeichen |
| --------- | ------------------------------------------ | ----------------- |
| 1457–1572 | Landgrafschaft Thüringen                   |                   |
| 1572–1603 | Herzogtum Sachsen-Weimar                   |                   |
| 1603–1672 | Herzogtum Sachsen-Altenburg                |                   |
| 1672–1826 | Herzogtum Sachsen-Gotha-Altenburg          |                   |
| 1826–1918 | Herzogtum Sachsen-Altenburg                | SA                |
| 1918–1920 | Freistaat Sachsen-Altenburg                | SA                |
| 1920–1952 | Land Thüringen                             | TH                |
| 1922–1952 | Landkreis Rudolstadt in Thüringen          | TH                |
| 1922–2002 | Gemeinde Uhlstädt                          |                   |
| 1952–1990 | Kreis Rudolstadt im DDR-Bezirk Gera        | N                 |
| 1990–1994 | Landkreis Rudolstadt in Thüringen          | RU                |
| Seit 1994 | Landkreis Saalfeld-Rudolstadt in Thüringen | SLF               |
| Seit 2002 | Gemeinde Uhlstädt-Kirchhasel               |                   |

## Wirtschaft und Infrastruktur
Der Ort ist vor allem durch die Land- und Forstwirtschaft geprägt, die Flößerei, die in der früheren Zeit betrieben wurde, spielt heute nur noch eine untergeordnete Rolle. Allerdings gibt es alle zwei Jahre auf dem Rückersdorfer Anger das Flößerfest. Seit 1987 veranstaltet, ist dieses Fest schon Tradition und soll an die alten Bräuche der Flößer erinnern. Im Jahr 2007 wurden an den drei Festtagen ca. 8000 Besucher gezählt. Zudem gibt es im Saal der ehemaligen Flößergaststätte „Linde“ seit 1989 das Flößerei-Museum.
Am Ortseingang findet man neben einem Karosserie- und Lackierungsbetrieb den Sportplatz, auf dem der Freizeitverein „Heidelbeere Rückersdorf“ spielt. Seit einigen Jahren findet dort das alljährliche „Blütenfest“ statt, bei dem es immer ein großes Fußballturnier gibt und verschiedene Freizeitvereine gegeneinander antreten.

### Waldbad
Die größte Bekanntheit in der Umgebung erlangt der 145 Einwohner zählende Ort durch sein Waldbad. Es liegt am Ortsausgang am Ende des Tales und verfügt über ein Außenbecken mit Nichtschwimmerbereich, ein Planschbecken und einen FKK-Bereich. Auch Tischtennis und Beachvolleyball sind auf dem Gelände des Waldbades Rückersdorf möglich. Gebaut wurde das Freibad in den 1960er Jahren. Am 30. Juli 1967 fand die große Einweihung statt und im darauf folgenden Sommer gab es das erste Badefest. Das frühere Wasservorwärmbecken wird heute für die Fischzucht genutzt.

### Wanderwege
Zudem ist der Ort Ausgangs- und Endpunkt für zahlreiche Wanderwege. Von diesem Naturschutzgebiet „Uhlstädter Heide“, welches eine Fläche von ca. 6183 ha umfasst, führen Wege u. a. nach Friedebach, Weißbach oder Oberwellenborn. Am bekanntesten ist der Wanderweg über die „Saalleitenhütte“ hin zur Kirchenruine Töpfersdorf. Der Weg führt in ein feuchtes und nur wenig zugängliches Tal. Im 12. Jahrhundert wurde durch die Lobdeburger an diesem abgeschiedenen Ort Töpfersdorf gegründet. Im 16. Jahrhundert waren aber nur noch zwei Häuser als Wald- und Fluraufsicht besetzt. Um 1463 wird die Kirche das erste Mal erwähnt. Heute sind allerdings nur noch die bis zu vier Meter hohen Umfassungsmauern und Reste der Kirche erhalten geblieben. Die Kirche war etwa 23,5 m lang, 9 m breit und besaß am nördlichen Ende einen quadratischen Turm. Die teilweise erhaltenen Spitzbogenfenster zeigen heute noch kunstvoll gestaltetes Mauerwerk.

## Klima und Wetterereignisse
Die normalen Temperaturen reichen von −10 °C im Winter bis zu +32 °C im Sommer. Es wurden jedoch auch Temperaturen von −25 °C bis zu +40 °C gemessen.
Aus dem Jahre 1876 ist bekannt, dass ein schwerer Sturm über die Heide gezogen ist und dabei den damals stärksten Baum (die Tanne am Waldhaus) umgeknickt hat.
Seit den 1990er Jahren ist eine zunehmende Feuchtigkeit im Tal zu verzeichnen, die dazu führte, dass heute nur noch ca. 25 % der ursprünglichen Obstbäume vorhanden sind. Am 12. Juli 2010 fegte eine Windhose über Rückersdorf und seine Wälder und verwüstete ca. 2500 Quadratmeter Wald. Nach einem Eisregen Anfang Dezember 2010 folgten bis 24. Dezember 2010 insgesamt 50 cm Schnee, der höchste Wert der je im Tal gemessen wurde. Dies hatte zur Folge, dass weitere Bäume umstürzten und ca. 1000 Quadratmeter Wald zerstört wurden. Anfang Januar 2011 führte starkes Tauwetter zur Bildung eines Sturzbaches im Tal Entenstall, dessen Wassermassen auch der am Freibad gelegene Dorfteich nicht mehr standhielt. Als Folge brach der Damm und die Straße durchs „Oberdorf“ wurde mit Schlamm und Geröll verwüstet.